# Lipiny (powiat miński)
Lipiny – wieś sołecka w Polsce, położona w województwie mazowieckim, w powiecie mińskim, w gminie Mrozy.
| SIMC    | Nazwa  | Rodzaj    |
| ------- | ------ | --------- |
| 0682873 | Teklin | część wsi |

W latach 1954–1961 wieś należała i była siedzibą władz gromady Lipiny, po jej zniesieniu w gromadzie Jeruzal. W latach 1975–1998 miejscowość należała administracyjnie do województwa siedleckiego.
Wieś szlachecka  położona była w drugiej połowie XVI wieku w powiecie garwolińskim  ziemi czerskiej województwa mazowieckiego. 
Wierni Kościoła rzymskokatolickiego należą do parafii św. Wojciecha w Jeruzalu.